# حسين السيد (لاعب كرة قدم مواليد 1991)
حسين سيد حسين هو لاعب كرة قدم مصري يلعب لصالح النادي الأهلي. في دوري المحترفين السعودي ومنتخب مصر لكرة القدم في مركز الظهير الأيسر، من مواليد 18 سبتمبر 1991 وقد شارك مع الأهلى كلاعب أساسي ضمن تشكيلة الفريق في العديد من المباريات الرسمية في الدوري المصري والبطولات الإفريقية التي يشارك فيها الفريق، ويرتدي القميص رقم 7 ، وقد تم استدعاءه من قبل المدرب الأرجنتيني هيكتور كوبر للمشاركة للمرة الأولى مع منتخب مصر في 2015 وشارك في 3 مباريات كأساسي مع المنتخب.

## مسيرته
كان لاعب ضمن صفوف الأهلى فئة الناشئين وانتقل في عام 2012 إلى فريق مصر للمقاصة في الدوري الممتاز وعاد بعدها من جديد للأهلي في صفقة بلغت حوالي 2 مليون جنيه مصري  في يونيه 2014  بعد أن قضى مع فريقه السابق مصر للمقاصة سنتين شارك خلالهم في 21 مباراة وسجل هدفين ، وقد حقق اللاعب مع النادي الأهلي منذ انضمامه بطولة كأس السوبر المصري عام 2014 والدوري المصري عام 2016

### نادي الاتفاق السعودي
أعاره النادي الأهلي إلى نادي الاتفاق مطلع عام 2018 .

## إحصائيات مشاركاته
آخر تحديث في 21 يوليو 2017

### مع الأندية
| الفريق      | الموسم            | الدوري  | الدوري | الكأس   | الكأس | البطولات القارية | البطولات القارية | بطولات أخرى | بطولات أخرى | الإجمالي | الإجمالي |
| الفريق      | الموسم            | مشاركات | أهداف  | مشاركات | أهداف | مشاركات          | أهداف            | مشاركات     | أهداف       | مشاركات  | أهداف    |
| ----------- | ----------------- | ------- | ------ | ------- | ----- | ---------------- | ---------------- | ----------- | ----------- | -------- | -------- |
| الأهلي      | 2010–2011         | 1       | 0      | 0       | 0     | 0                | 0                | 0           | 0           | 1        | 0        |
| الأهلي      | الإجمالي          | 1       | 0      | 0       | 0     | 0                | 0                | 0           | 0           | 1        | 0        |
| مصر للمقاصة | 2011–2012 (إعارة) | 4       | 0      | 0       | 0     | —                | —                | —           | —           | 4        | 0        |
| مصر للمقاصة | 2012–2013         | 9       | 0      | 0       | 0     | —                | —                | —           | —           | 9        | 0        |
| مصر للمقاصة | 2013–2014         | 12      | 2      | 1       | 0     | —                | —                | —           | —           | 13       | 2        |
| مصر للمقاصة | الإجمالي          | 25      | 2      | 1       | 0     | —                | —                | —           | —           | 26       | 2        |
| الأهلي      | 2014–2015         | 15      | 1      | 4       | 2     | 5                | 0                | 1           | 0           | 25       | 3        |
| الأهلي      | 2015–2016         | 7       | 0      | 2       | 0     | 1                | 0                | 1           | 0           | 11       | 0        |
| الأهلي      | 2016–2017         | 4       | 0      | 0       | 0     | 1                | 0                | 0           | 0           | 5        | 0        |
| الأهلي      | 2017–2018         | 0       | 0      | 0       | 0     | 0                | 0                | 0           | 0           | 0        | 0        |
| الأهلي      | الإجمالي          | 26      | 1      | 6       | 2     | 7                | 0                | 2           | 0           | 41       | 3        |

### مع النادي الأهلي
آخر تحديث في 21 يوليو 2017
| الدوري  | الدوري | الكأس   | الكأس | كأس السوبر | كأس السوبر | الكئوس الأفريقية | الكئوس الأفريقية | الكئوس العالمية | الكئوس العالمية | الكئوس العربية | الكئوس العربية | المجموع الكلي | المجموع الكلي |
| مشاركات | أهداف  | مشاركات | أهداف | مشاركات    | أهداف      | مشاركات          | أهداف            | مشاركات         | أهداف           | مشاركات        | أهداف          | مشاركات       | أهداف         |
| ------- | ------ | ------- | ----- | ---------- | ---------- | ---------------- | ---------------- | --------------- | --------------- | -------------- | -------------- | ------------- | ------------- |
| 27      | 1      | 6       | 2     | 1          | 0          | 8                | 0                | —               | —               | —              | —              | 42            | 3             |

## وصلات خارجية
- حسين السيد على موقع الاتحاد الدولي (مؤرشف)  (الإنجليزية)
- حسين السيد على موقع قاعدة بيانات كرة القدم.إي يو (الإنجليزية)
- حسين السيد على موقع ناشيونال فوتبول تيمز (الإنجليزية)
- حسين السيد على موقع Soccerway.com (الإنجليزية)
- موقع جماهير النادى الاهلى ملف اللاعب
- موقع فيلجول عن حسين السيد